# Akwilina
Akwilina – imię żeńskie pochodzenia łacińskiego. Patronką tego imienia jest św. Akwilina (III wiek).
W XXI wieku imię pozostaje imieniem rzadko występującym. Według stanu na 17 stycznia 2015 r. imię to miało w Polsce 5 nadań. W styczniu 2024 w rejestrze PESEL, wśród publicznie dostępnych danych, wykazano 5 kobiet o imieniu Akwilina nadanym jako imię pierwsze oraz 5 kobiet noszących imię Akwilina jako imię drugie. Dla porównania, najczęściej nadane jako żeńskie imię pierwsze – Anna, nosi 1072616 osób.

## W innych językach[6]
- łacina – Aquilina
- język niemiecki – Aquilina
- język rosyjski – Akilina, Akulina
- język włoski – Aquilina.

Akwilina imieniny obchodzi 13 czerwca.